# MTV Unplugged in New York
Vous lisez un « bon article » labellisé en 2013.
Albums de Nirvana
In Utero
(1993) Singles
(1995)
Vidéos par Nirvana
Live! Tonight! Sold Out!!
(1994) Live at Reading
(2009)
Singles
1. About a Girl
Sortie : 24 octobre 1994

MTV Unplugged in New York est un album live du groupe américain de grunge Nirvana, publié le 1er novembre 1994 en CD par DGC Records, puis le 20 novembre 2007 en DVD. Alors en tournée pour promouvoir In Utero, mais dont les ventes sont plus faibles que celles espérées, le groupe accepte de participer à l'émission MTV Unplugged. Dans une ambiance tendue entre Kurt Cobain et les représentants de la chaîne, ils répètent deux jours avant d'enregistrer en une seule prise l'intégralité du concert le 18 novembre 1993 dans les studios Sony Music de New York. Diffusée le 16 décembre, leur prestation permet à leur album studio de franchir la barre du million de copies vendues, mais également de donner un nouveau souffle au programme télévisé.
Émotionnellement encore touchés par la mort de leur chanteur en avril 1994, Dave Grohl et Krist Novoselic sont incapables de faire un tri dans leurs enregistrements lorsque leur label leur demande de publier un disque réunissant différents morceaux live. Ils choisissent alors de publier l'intégralité de l'émission. L'album se place directement à la première place de nombreux classements de ventes dans le monde, dont la France, les États-Unis et le Royaume-Uni, récoltant ainsi de nombreux disques de certification. Quintuple disque de platine outre-Atlantique et double disque de platine en France, MTV Unplugged in New York s'écoule à plus de 6,8 millions d'unités, dépassant In Utero et devenant l'album posthume le plus vendu au monde.

## Genèse

### Contexte
Nirvana est un groupe originaire d'Aberdeen, dans l'État de Washington, créé par Kurt Cobain et Krist Novoselic, dont le premier album studio, Bleach, sort sur Sub Pop en 1989 avec Chad Channing à la batterie. Après le passage de plusieurs batteurs au sein du groupe, Dave Grohl, ex batteur du groupe  Scream, est engagé en octobre 1990, fixant pour de bon la formation. Le trio enregistre alors avec Butch Vig leur deuxième album, Nevermind, aux studios Sound City de Van Nuys, près de Los Angeles, dont la sortie en septembre 1991 dépasse toutes les attentes du label DGC Records. L'album s'est vendu à plus de 5 millions d'exemplaires à l'été 1992, et Nirvana occupe le devant de la scène musicale mondiale, rendant populaire le grunge et le rock alternatif en général.
Estimant le son de Nevermind trop poli, le trio souhaite revenir à l'intensité primale de son premier album avec le producteur Steve Albini, alternant entre des chansons abrasives au son punk et des mélodies pop,. Décrit comme « inaudible » dans un premier temps par leur label,, puis remixé par Scott Litt et finalement un peu moins bien accueilli par la critique, In Utero attire de nouveau les foules, se plaçant sur le podium des classements de ventes de nombreux pays, dont la France, et récoltant également de nombreuses certifications : sextuple disque de platine au Canada, quintuple disque de platine aux États-Unis, soit plus de 5 millions d'exemplaires vendus, et disque de platine en France notamment.
Rejoints par Pat Smear, l'ancien guitariste des Germs, les membres du groupe entament une tournée nord-américaine de quarante-cinq dates débutant le 18 octobre à Phoenix pour promouvoir In Utero,. Les excès autodestructeurs de plus en plus incontrôlables de Kurt Cobain sur scène écornent l'image de Nirvana, au point que les ventes de disques et de places de concerts sont moins fortes que prévu. Ils acceptent alors d'enregistrer pour l'émission MTV Unplugged, dont le concept est de jouer un set acoustique. Le programme télévisuel inventé en 1989 est également en perte de vitesse et ne sert plus qu'à mettre encore plus en avant des artistes dont le succès est déjà grandement assuré, tels qu'Eric Clapton ou Pearl Jam.

### Préparation et répétitions

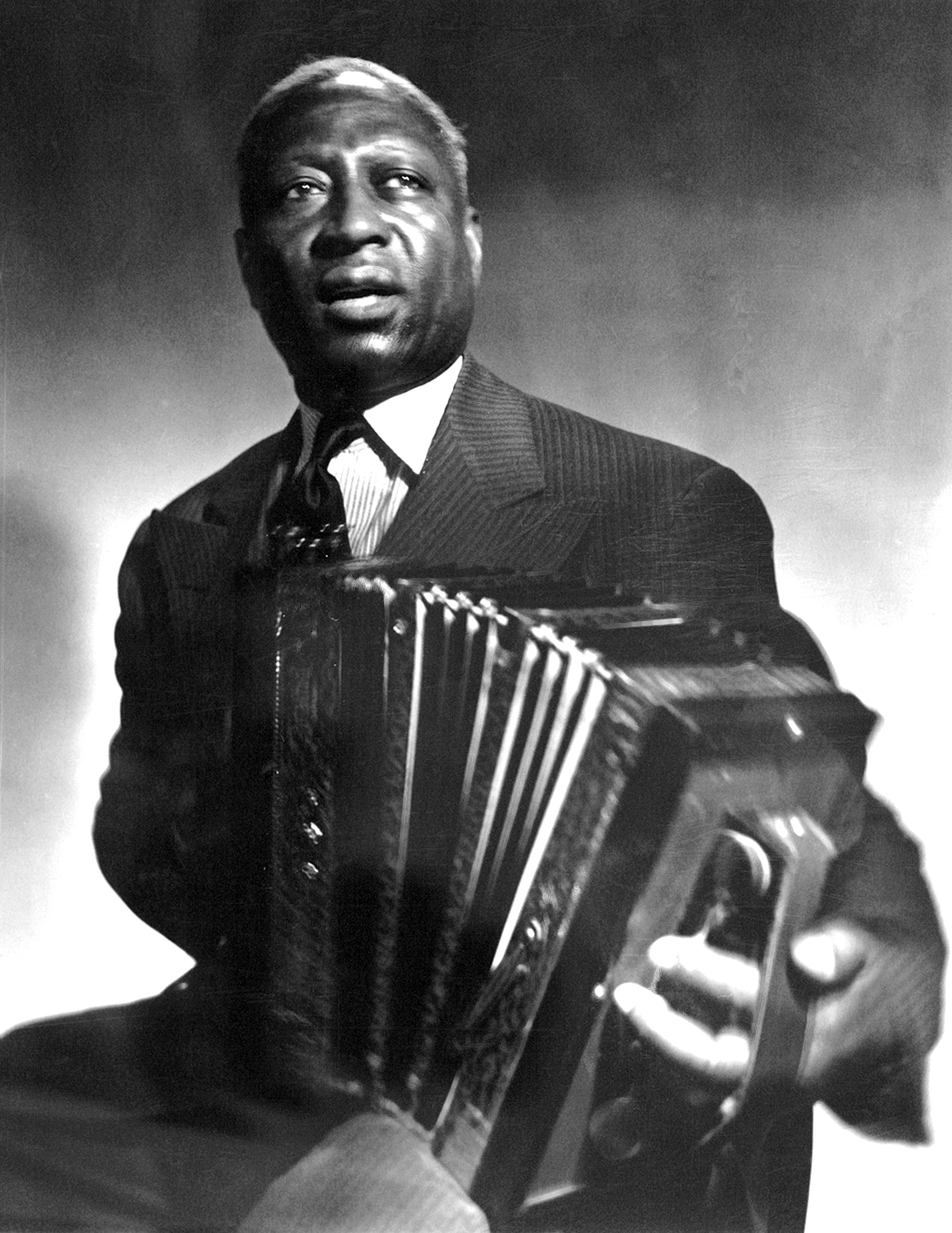
Leadbelly est décrit par Kurt Cobain comme leur interprète favori avant de conclure le concert par Where Did You Sleep Last Night.

Après avoir visionné un certain nombre d'épisodes de l'émission, Nirvana souhaite faire autre chose. Ainsi, Dave Grohl explique que « la plupart des groupes jouent leurs chansons comme en concert à Madison Square Garden, les guitares acoustiques en moins ». C'est en écoutant The Winding Sheet, l'album de Mark Lanegan paru en 1990, que le groupe trouve l'inspiration pour son spectacle : ils désirent faire une reprise des morceaux The Man Who Sold the World de David Bowie et Where Did You Sleep Last Night de Leadbelly et inviter les Meat Puppets sur scène avec eux.
Le groupe répète pendant deux jours qualifiés de « tendus et compliqués » car Kurt Cobain est nerveux à l'idée de jouer un spectacle entièrement acoustique. Ils ont d'ailleurs des difficultés à enchaîner les différents morceaux. Cobain a notamment des problèmes avec la partie de guitare de The Man Who Sold the World, plus complexe que ses propres compositions, et le groupe hésite longtemps avant de l'inclure. Déjà en désaccord avec le groupe sur la façon de présenter l'émission, MTV, par l'intermédiaire du producteur Alex Coletti, fait également part au chanteur de son mécontentement au sujet de la venue des Meat Puppets. La chaîne aurait préféré Eddie Vedder ou Tori Amos, et le choix de ne presque pas jouer leurs titres phares ne la satisfont pas. Furieux, Kurt Cobain refuse de jouer la veille de l'enregistrement et n'arrive que l'après-midi dans les studios Sony Music de New York le 18 novembre. Il est alors totalement sous l'emprise de drogues et dans un état d'agitation permanent. « Une personne sur place » remarquera plus tard « qu'il ne faisait aucune blague, ne montrait aucun sourire ou plaisir… Tout le monde doutait de sa capacité à assurer sa place sur scène ».
Bien que le concept de l'émission ne s'y prête pas, Kurt Cobain insiste pour brancher sa guitare acoustique sur son ampli et ses pédales d'effets. Alex Coletti lui fabrique alors une fausse boîte pour le déguiser en écran et se justifie en disant que « le chanteur avait pour habitude d'utiliser son Fender pour le retour. Il voulait ces effets. On peut d'ailleurs les entendre sur The Man Who Sold the World. C'est une guitare acoustique mais qui passe par un ampli ». Comme en tournée, Nirvana est accompagné du guitariste Pat Smear, tandis que la violoncelliste Lori Goldston, du Black Cat Orchestra, participe également au concert. La décoration du plateau s'est faite sur les conseils de Kurt Cobain. Ainsi, il a été préparé « comme pour un enterrement », avec des lys blancs, des chandelles noires et un lustre en cristal,. Contrairement aux autres artistes passés dans l'émission, le groupe choisit de filmer le concert en une seule prise.

### Enregistrement
Nirvana joue quatorze chansons lors de son passage, dont six sont des reprises d'autres artistes. Le concert commence par une version d'About a Girl qui est devenue pour PopMatters « l'incarnation définitive » de cette chanson. En troisième piste, Dave Grohl passe à la basse acoustique tandis que Krist Novoselic agrémente d'un accordéon « mélancolique » Jesus Doesn't Want Me for a Sunbeam, des Vaselines. Il s'ensuit The Man Who Sold the World de David Bowie, que le groupe interprète de façon « très dylanienne et fidèle en ce sens à l'original paru en 1970 » et qui « constitue l'un des sommets du concert ». Soulignée par un violoncelle discret, cette reprise est qualifiée de « chef-d'œuvre de fragilité », supérieure à l'original, par Isabelle Chelley.
Les frères Curt et Cris Kirkwood des Meat Puppets rejoignent Nirvana pour les morceaux de leur répertoire, Plateau, Oh Me et Lake of Fire. Ils commencent à la guitare avant que Cris ne prenne une basse sur la troisième. Bien que vétérans de la scène underground américaine, les Meat Puppets n'ont pas eu la moindre reconnaissance médiatique et ce passage sur invitation de Kurt Cobain reste un moment fort pour les deux frères Kirkwood, dont la gratitude est évidemment profonde pour le chanteur : « Je n'avais pas le moindre lien avec Kurt. Je ne le connaissais pas du tout, et tout d'un coup il nous invite à ouvrir pour Nirvana. C'est ahurissant quand tu as été traité comme un chien toute ta vie et que soudain un type décide d'être ton champion ».
De ces trois reprises, c'est Plateau, qualifiée de « moment de grâce » rendu encore plus attachant par les difficultés de Cobain sur « les passages plus hauts ou plus graves », qui est considérée comme la meilleure par Chelley, alors que Oh Me « passe relativement inaperçu malgré un joli jeu de guitare ». Après des versions « délicates » de Dumb, l'un des « moments forts du concert » pour Chelley, On a Plain, Pennyroyal Tea, Something in the Way et Polly, Kurt Cobain exécute All Apologies « dans une beauté prémonitoire, comme nimbée d'adieux et chargée d'émotions nocturnes », avant d'achever le spectacle sur Where Did You Sleep Last Night de Leadbelly, que le chanteur présente comme étant « mon interprète... notre interprète favori »,. Ce final « marque les esprits » avec « la voix brisée de Cobain » qui « suinte de douleur ». À la fin du concert, les producteurs de l'émission souhaitent un rappel mais Kurt Cobain refuse, estimant qu'il ne pourrait faire mieux que la reprise du bluesman.
L'émission est diffusée le 16 décembre 1993, juste avant les fêtes de fin d'année, ce qui permet aux ventes de l'album In Utero de se relancer et ainsi d'atteindre la barre du million d'exemplaires vendus, soit un disque de platine. À la mort de Kurt Cobain en avril 1994, l'épisode passe en boucle sur MTV. Afin de satisfaire la demande des fans, DGC Records annonce en août 1994 la sortie d'un double album intitulé Verse Chorus Verse, qui reprend des morceaux enregistrés en concerts de 1989 à 1994, dont l'intégralité du MTV Unplugged. Devant la difficulté émotionnelle de la tâche, le projet est annulé par le label une semaine plus tard. Néanmoins, Dave Grohl et Krist Novoselic proposent de publier quand même leur performance télévisée. La production de l'album est de nouveau confiée à Scott Litt, qui avait effectué le deuxième mixage d'In Utero.

## Parution et réception

### Succès commercial
Incapables de faire un tri parmi les enregistrements après la mort de Kurt Cobain, Dave Grohl et Krist Novoselic choisissent de publier l'intégralité de l'émission MTV Unplugged sous l'appellation MTV Unplugged in New York, sorte de « testament définitif et acoustique du groupe ». L'album live est publié le 1er novembre 1994 par DGC Records, précédé le 24 octobre du single About a Girl, avec Something in the Way en face B, chansons toutes les deux enregistrées pendant le concert du 18 novembre 1993.
MTV Unplugged in New York entre directement à la première place de nombreux classements de ventes, dont celui des États-Unis avec 310 500 exemplaires vendus la première semaine, soit la meilleure performance du groupe. Il est également en tête des hit-parades australien, autrichien, canadien, français, japonais, néo-zélandais et britannique. De fait, il est au moins disque de platine dans huit pays, dont les États-Unis où il l'est à cinq reprises, le Canada avec plus de 900 000 copies écoulées et la France où il dépasse les 600 000 unités. Dépassant In Utero avec 6,8 millions d'exemplaires vendus, il est le disque posthume le plus vendu au monde. Le 28 février 1996, Nirvana remporte le Grammy Award du meilleur album de musique alternative pour le MTV Unplugged in New York.
Le 20 novembre 2007, DGC Records publie l'album au format DVD, comprenant Something in the Way et Oh Me qui étaient absentes de la version diffusée sur MTV, un documentaire intitulé Bare Witness: Nirvana Unplugged avec le récit des producteurs et personnes du public présents lors du concert, ainsi que cinq chansons (Come as You Are, Polly, Plateau, Pennyroyal Tea et The Man Who Sold the World) jouées lors de la répétition. La vidéo se place en tête des ventes en Norvège, en troisième position en Australie et sixième aux États-Unis.

### Accueil critique
MTV Unplugged in New York est assez fortement apprécié par la presse. Ainsi, Robert Christgau estime que « non seulement Kurt Cobain transcende le rock alternatif juste en jouant puissamment, mais il le transcende avant tout en étant profondément émouvant ». Sa performance lui rappelle John Lennon/Plastic Ono Band, le premier album solo de John Lennon, mais « en une seule prise ». John Harris, de NME, va aussi dans ce sens : « à présent que la poussière est retombée et que les dernières traces de sensationnalisme se sont évanouies dans l'oubli, cet album envisagé à l'heure de la rétrospective confère à ses créateurs une aura légendaire. Préparez vos mouchoirs ». Stephen Thomas Erlewine, pour AllMusic, décrit l'album comme « un message d'outre-tombe de Kurt Cobain », « un aperçu de son talent et de sa souffrance, si fascinant qu'il en devient difficile à écouter trop souvent ». Il précise que le choix des morceaux n'y est probablement pas pour rien. L'avis de Sid Smith, journaliste de la BBC, est moins élogieux que celui de ses collègues : il trouve que le disque « sonne creux » et affirme qu'« en dépit du battage médiatique et de la ferveur qui l'entourent, il ne reflète pas l'agressivité qui faisait l'attrait du groupe ».
David Browne, d'Entertainment Weekly, remarque que la façon dont « Kurt Cobain transforme ses propres chansons en mélopées funèbres » aurait pu constituer « l'orientation musicale future du groupe » si le chanteur ne s'était pas donné la mort. Pour Ben Thompson, de Mojo, « les albums de MTV Unplugged doivent en règle générale être accompagnés de la vidéo, sans quoi il est impossible de ressentir à fond la performance. Ici, néanmoins, c'est un avantage, car l'intensité est trop forte pour tout encaisser d'un coup ». Malgré ce format acoustique, il se sent « peu rassuré à l'écoute du disque » tant l'émotion est vive. En 2003, Rolling Stone place l'album à la 313e position de ses 500 plus grands albums de tous les temps, le décrivant comme « brillant et puissant, bien que le son soit suffisamment bas pour apercevoir le reflet torturé et vulnérable de Kurt Cobain ». L'album est cité dans l'ouvrage de référence de Robert Dimery « 1001 albums qu'il faut avoir écoutés dans sa vie ».

### Liste des chansons
| MTV Unplugged in New York, format CD | MTV Unplugged in New York, format CD                           | MTV Unplugged in New York, format CD     | MTV Unplugged in New York, format CD | MTV Unplugged in New York, format CD | MTV Unplugged in New York, format CD | MTV Unplugged in New York, format CD | MTV Unplugged in New York, format CD | MTV Unplugged in New York, format CD | MTV Unplugged in New York, format CD |
| No                                   | Titre                                                          | Auteur                                   | Durée                                |                                      |                                      |                                      |                                      |                                      |                                      |
| ------------------------------------ | -------------------------------------------------------------- | ---------------------------------------- | ------------------------------------ | ------------------------------------ | ------------------------------------ | ------------------------------------ | ------------------------------------ | ------------------------------------ | ------------------------------------ |
| 1.                                   | About a Girl                                                   | Kurt Cobain                              | 3:37                                 |                                      |                                      |                                      |                                      |                                      |                                      |
| 2.                                   | Come as You Are                                                | Kurt Cobain, Dave Grohl, Krist Novoselic | 4:13                                 |                                      |                                      |                                      |                                      |                                      |                                      |
| 3.                                   | Jesus Doesn't Want Me for a Sunbeam (reprise de The Vaselines) | Eugene Kelly, Frances McKee              | 4:37                                 |                                      |                                      |                                      |                                      |                                      |                                      |
| 4.                                   | The Man Who Sold the World (reprise de David Bowie)            | David Bowie                              | 4:20                                 |                                      |                                      |                                      |                                      |                                      |                                      |
| 5.                                   | Pennyroyal Tea                                                 | Kurt Cobain                              | 3:40                                 |                                      |                                      |                                      |                                      |                                      |                                      |
| 6.                                   | Dumb                                                           | Kurt Cobain                              | 2:52                                 |                                      |                                      |                                      |                                      |                                      |                                      |
| 7.                                   | Polly                                                          | Kurt Cobain                              | 3:16                                 |                                      |                                      |                                      |                                      |                                      |                                      |
| 8.                                   | On a Plain                                                     | Kurt Cobain                              | 3:44                                 |                                      |                                      |                                      |                                      |                                      |                                      |
| 9.                                   | Something in the Way                                           | Kurt Cobain                              | 4:01                                 |                                      |                                      |                                      |                                      |                                      |                                      |
| 10.                                  | Plateau (reprise des Meat Puppets)                             | Curt Kirkwood                            | 3:38                                 |                                      |                                      |                                      |                                      |                                      |                                      |
| 11.                                  | Oh Me (reprise des Meat Puppets)                               | Curt Kirkwood                            | 3:26                                 |                                      |                                      |                                      |                                      |                                      |                                      |
| 12.                                  | Lake of Fire (reprise des Meat Puppets)                        | Curt Kirkwood                            | 2:55                                 |                                      |                                      |                                      |                                      |                                      |                                      |
| 13.                                  | All Apologies                                                  | Kurt Cobain                              | 4:23                                 |                                      |                                      |                                      |                                      |                                      |                                      |
| 14.                                  | Where Did You Sleep Last Night (reprise de Leadbelly)          | Leadbelly                                | 5:08                                 |                                      |                                      |                                      |                                      |                                      |                                      |
| 53:50                                |                                                                |                                          |                                      |                                      |                                      |                                      |                                      |                                      |                                      |

## Fiche technique
Les informations proviennent du livret fourni avec l'édition 2004 du CD.

### Interprètes
Nirvana
- Kurt Cobain : chant, guitare
- Dave Grohl : batterie, chœurs, basse
- Krist Novoselic : basse, accordéon, guitare
- Pat Smear : guitares

Musiciens additionnels
- Lori Goldston : violoncelle
- Curt Kirkwood : guitare
- Cris Kirkwood : guitare, basse, chœurs

### Équipe de production et artistique
- Scott Litt, Nirvana, Alex Coletti : production
- Stephen Marcussen : mastering
- Robert Fisher : directeur artistique, design et photographie
- Frank Micelotta : photographie

## Classements et certifications

### Album
| Pays                      | durée du classement | Meilleure position | Date             |
| ------------------------- | ------------------- | ------------------ | ---------------- |
| (Single Top 100)          | 49 semaines         | 6e                 | 28 novembre 1994 |
| (ARIA Charts)             | 58 semaines         | 1er                | 13 novembre 1994 |
| (Ö3 Austria Top 40)       | 64 semaines         | 1er                | 13 novembre 1994 |
| (RPM Top Albums)          | 37 semaines         | 1er                | 14 novembre 1994 |
| (Billboard 200)           | 100 semaines        | 1er                | 19 novembre 1994 |
| (SNEP)                    | 65 semaines         | 1er                | 30 octobre 1994  |
| (Oricon)                  | ?                   | 1er                | ?                |
| (VG-lista)                | 31 semaines         | 6e                 | 7 novembre 1994  |
| (RMNZ Albums Top40)       | 40 semaines         | 1er                | 20 novembre 1994 |
| (Mega album top 100)      | 50 semaines         | 2e                 | 19 novembre 1994 |
| (UK Singles Chart)        | 52 semaines         | 1er                | 12 novembre 1994 |
| (UK Rock and Metal Chart) | ?                   | 1er                | 22 janvier 1995  |
| (Sverigetopplistan)       | 24 semaines         | 2e                 | 11 novembre 1994 |
| (Schweizer Hitparade)     | 46 semaines         | 3e                 | 20 novembre 1994 |

| Pays         | durée du classement | Meilleure position | Date            |
| ------------ | ------------------- | ------------------ | --------------- |
| (Promusicae) | 21 semaines         | 35e                | 23 janvier 2005 |
| (FIMI)       | 58 semaines         | 61e                | 10 février 2005 |

| Pays                      | durée du classement | Meilleure position | Date            |
| ------------------------- | ------------------- | ------------------ | --------------- |
| (Suomen virallinen lista) | 1 semaine           | 38e                | 10 octobre 2011 |
| (SNEP)                    | 36 semaines         | 65e                | 22 octobre 2016 |

| Pays  | durée du classement | Meilleure position | Date            |
| ----- | ------------------- | ------------------ | --------------- |
| (AFP) | 43 semaines         | 14e                | 19 octobre 2020 |

| Pays                     | Certifications | Ventes      | Date              |
| ------------------------ | -------------- | ----------- | ----------------- |
| Argentine (Capif)        | 2 × Platine    | 120 000 +   | 1er janvier 1995  |
| Australie (ARIA)         | 5 × Platine    | 350 000 +   | 1995              |
| Autriche (IFPI Austria)  | 2 × Platine    | 100 000 +   | 23 décembre 1996  |
| Belgique (Ultratop)      | 3 × Platine    | 150 000 +   | 15 avril 2010     |
| Brésil (APBD)            | Platine        | 250 000 +   | 1998              |
| Canada (Musicanada)      | 9 × Platine    | 900 000 +   | 19 mars 2001      |
| Espagne (Promusicae)     | 2 × Platine    | 200 000 +   | ?                 |
| États-Unis (RIAA)        | 8 × Platine    | 8 000 000 + | 24 février 2020   |
| Finlande (IFPI Finland)  | Or             | 24 373 +    | 1995              |
| France (SNEP)            | 2 × Platine    | 600 000 +   | 26 novembre 1997  |
| Italie (FIMI)            | Platine        | 100 000     | 2018              |
| Japon (RIAJ)             | Platine        | 200 000     | ?                 |
| Norvège (IFPI Norge)     | Platine        | 50 000 +    | 1995              |
| Nouvelle-Zélande (RIANZ) | Platine        | 15 000 +    | 4 décembre 1994   |
| Pays-Bas (NVPI)          | Platine        | 100 000 +   | 1995              |
| Pologne (ZPAV)           | Platine        | 100 000     | 16 septembre 1997 |
| Royaume-Uni (BPI)        | 3 × Platine    | 900 000 +   | 8 février 2019    |
| Suède (IFPI Sverige)     | Platine        | 100 000 +   | ?                 |
| Suisse (IFPI Suisse)     | 2 × Platine    | 100 000 +   | 2002              |

### Singles
| Année | Single                                  | Chart                  | Durée du classement | Position |
| ----- | --------------------------------------- | ---------------------- | ------------------- | -------- |
| 1994  | About a Girl (live MTV)                 | Mainstream Rock Tracks | 26 semaines         | 3e       |
| 1994  | About a Girl (live MTV)                 | Alternative Songs      | 19 semaines         | 1er      |
| 1994  | About a Girl (live MTV)                 | Radio Songs            | 16 semaines         | 22e      |
| 1994  | About a Girl (live MTV)                 | ARIA Charts            | 1 semaines          | 4e       |
| 1994  | About a Girl (live MTV)                 | (V) Ultratop           | 12 semaines         | 13e      |
| 1994  | About a Girl (live MTV)                 | RPM Top Singles        | 16 semaines         | 10e      |
| 1994  | About a Girl (live MTV)                 | Top 100                | 28 semaines         | 23e      |
| 1994  | About a Girl (live MTV)                 | Mega Top 50            | 7 semaines          | 22e      |
| 1994  | About a Girl (live MTV)                 | Sverigetopplistan      | 11 semaines         | 20e      |
| 1995  | "The Man Who Sold the World" (live MTV) | Mainstream Rock Tracks | 12 semaines         | 12e      |
| 1995  | "The Man Who Sold the World" (live MTV) | Alternative Songs      | 21 semaines         | 6e       |
| 1995  | "The Man Who Sold the World" (live MTV) | Radio Songs            | 12 semaines         | 39e      |
| 1995  | "The Man Who Sold the World" (live MTV) | RPM Top Singles        | 13 semaines         | 22e      |
| 1995  | "The Man Who Sold the World" (live MTV) | Top 100                | 10 semaines         | 34e      |
| 1995  | "Lake of Fire" (live MTV)               | Mainstream Rock Tracks | 9 semaines          | 22e      |

### DVD
| Classement musical (2007) | Meilleure position |
| ------------------------- | ------------------ |
| Australie                 | 3                  |
| États-Unis                | 6                  |
| Norvège                   | 1                  |

| Pays             | Ventes   | Certifications |
| ---------------- | -------- | -------------- |
| Australie        | 15 000 + | Platine        |
| Nouvelle-Zélande | 5 000 +  | Platine        |
| Royaume-Uni      | 50 000 + | Platine        |

### Ouvrages
- (en) Michael Azerrad, Come as You Are : The Story of Nirvana, Doubleday, 1er septembre 1993, 336 p. (ISBN 0-385-47199-8)

1. ↑  Azerrad 1993, p. 138-139
2. ↑  Azerrad 1993, p. 331

- (en) Charles R. Cross, Heavier Than Heaven : A Biography of Kurt Cobain, Hyperion, 21 août 2002, 432 p. (ISBN 0-7868-8402-9)

1. ↑  Cross 2002, p. 302
2. 1 2  Cross 2002, p. 304
3. ↑  Cross 2002, p. 305

- Isabelle Chelley, Dictionnaire des chansons de Nirvana, Paris, Tournon, 18 avril 2005, 213 p. (ISBN 2-914237-40-5)

1. ↑  Chelley 2005, p. 163
2. ↑  Chelley 2005, p. 162
3. ↑  Chelley 2005, p. 124
4. ↑  Chelley 2005, p. 113
5. ↑  Chelley 2005, p. 57
6. ↑  Chelley 2005, p. 174

- Florent Mazzoleni, Nirvana et le Grunge : 15 Ans de Rock Underground américain, Paris, Presses de la Cité, coll. « Gilles Verlant présente », 6 février 2006, 159 p. (ISBN 2-258-06963-7)

1. ↑  Mazzoleni 2006, p. 135
2. ↑  Mazzoleni 2006, p. 140
3. ↑  Mazzoleni 2006, p. 142
4. ↑  Mazzoleni 2006, p. 147
5. 1 2  Mazzoleni 2006, p. 148
6. ↑  Mazzoleni 2006, p. 149
7. 1 2 3 4 5 6  Mazzoleni 2006, p. 150
8. 1 2 3  Mazzoleni 2006, p. 155

- Richard Thomas, Nirvana de A à Z, Paris, Prélude et Fugue, coll. « les guides MusicBook », octobre 2001, 122 p. (ISBN 2-84343-076-3)

1. ↑  Thomas 2001, p. 112
2. ↑  Thomas 2001, p. 12-13

- (en) Jeff Apter, The Dave Grohl Story, Omnibus Press, 1er décembre 2007, 288 p. (ISBN 978-1-84609-762-1)

1. ↑  Apter 2007, p. 162

- (en) Gillian G. Gaar, In Utero, Continuum International Publishing Group Ltd., 1er novembre 2006, 112 p. (ISBN 978-0-8264-1776-3)

1. ↑  Gaar 2006, p. 70
2. ↑  Gaar 2006, p. 98

- Autre ouvrage

1. 1 2  (ja) Album Chart-Book Complete Edition 1970~2005, Orikonmāketingupuromōshon, 2006, 891 p. (ISBN 4-87131-077-9)
2. ↑  (en) MTV Unplugged in New York, Nirvana, 2004, Livret album, Geffen Records, 7-20642-47272-9
3. ↑  (es) Fernando Salaverri, Sólo éxitos : año a año : 1959-2002, Iberautor Promociones Culturales, 2005, 1046 p. (ISBN 84-8048-639-2), p. 939

### Articles de presse
1. ↑  (en) Austin Scaggs, « On an Honor Roll », Rolling Stone,‎ 14 juillet 2005
2. 1 2 3  (en) Alan di Perna, « Season Finale », Guitar World,‎ mars 1995
3. ↑  (en) Eric Weisbard, « A Simple Song That Lives Beyond Time », The New York Times,‎ 13 novembre 1994
4. 1 2  (en) Gillian G. Gaar, « Verse Chorus Verse: The Recording History of Nirvana », Goldmine,‎ 14 février 1997
5. ↑  (en) Jon Pareles, « Where Bootleggers Thrive, Labels Follow », The New York Times,‎ 17 décembre 1995
6. ↑  (en) Nicholas Barber, « Number One in heaven:Rock », The Independent,‎ 26 mars 1995
7. 1 2  (en) Ben Thompson, « MTV Unplugged in New York », Mojo,‎ décembre 1994

### Autres sources
1. 1 2  « Détail des albums - Nirvana », sur infodisc.fr (consulté le 13 avril 2013)
2. 1 2 3  (en) « Gold and Platinum Saerch », sur musiccanada.com (consulté le 13 mars 2022)
3. 1 2 3  (en) « RIAA », RIAA (consulté le 13 mars 2022)
4. 1 2 3  « SNEP: Les Certifications », sur snepmusic.com (consulté le 13 mars 2022)
5. ↑  (en)  [vidéo] « Nirvana: MTV Unplugged in New York », 2007, Geffen Records/MTV Networks
6. ↑  (en) « The 10 Best Nirvana Songs Ever », PopMatters (consulté le 30 avril 2013)
7. ↑  (en) « Nirvana – MTV Unplugged In New York », sur discogs.com (consulté le 27 avril 2013)
8. ↑  (en) « Nirvana – About A Girl (Acoustic Version) », sur discogs.com (consulté le 27 avril 2013)
9. ↑  (en) « Past Winners Search », sur grammy.com (consulté le 27 avril 2013)
10. 1 2  (no) « VG-lista - Nirvana », sur lista.vg.no (consulté le 20 avril 2013)
11. 1 2  (en) « issue925.pdf », sur pandora.nla.gov.au (consulté le 20 avril 2013)
12. 1 2  (en) « Top Music Videos », Billboard,‎ 12 janvier 2008, p. 59
13. 1 2  (en) John Harris, « Nirvana : Unplugged In New York - 29/10/94 », sur nme.com (consulté le 28 avril 2013)
14. 1 2  (en) Robert Christgau, « Nirvana », sur robertchristgau.com (consulté le 28 avril 2013)
15. 1 2  (en) Stephen Thomas Erlewine, « MTV Unplugged in New York - Nirvana », sur allmusic.com (consulté le 28 avril 2013)
16. 1 2  (en) Sid Smith, « Nirvana MTV Unplugged In New York Review », sur bbc.co.uk (consulté le 28 avril 2013)
17. 1 2  (en) David Browne, « Music Review: 'MTV Unplugged In New York' Review », sur ew.com (consulté le 28 avril 2013)
18. ↑  (en) « 500 Greatest Albums: MTV Unplugged in New York - Nirvana », sur rollingstone.com (consulté le 28 avril 2013)
19. ↑  (en) « 1001 Albums You Must Hear Before You Die », Rocklist.net
20. ↑  « Nirvana – MTV Unplugged In New York », sur discogs.com, Discogs
21. ↑  (de) offiziellecharts.de/suche/nirvana:albums/mtv unplugged
22. 1 2 3 4 5 6 7 8 9 10 11 12  (de) hitparade.ch/album/nirvana/unplugged
23. ↑  (en) bac-lac.gc.ca/Rpm/search database/nirvana/top albums
24. ↑  (en) billboard.com/nirvana/chart history/billboard 200
25. ↑  (en)(officialcharts.com/archives/nirvana/albums)
26. ↑  « Official Rock & Metal Albums Chart Top 40 22 January 1995 - 28 January 1995 », sur officialcharts.com (consulté le 16 mai 2021)
27. ↑  (es) « CAPIF - Representando a la Industria Argentina de la Musica », sur capif.org.ar (version du 6 juillet 2011 sur Internet Archive)
28. ↑  (en) « ARIA Albums Chart 1996 », sur ariacharts.com (consulté le 13 mars 2022)
29. ↑  (de) ifpi.at/goldplatin/suchen/nirvana/unplugged in new york consulté le 13 mars 2022
30. ↑  (nl) « ULTRATOP BELGIAN CHARTS », sur ultratop.be (consulté le 13 mars 2022)
31. ↑  (pt) « ABPD », sur abpd.org.br (consulté le 13 mars 2022)
32. ↑  (fi) ifpi.fi/kulta- ja platinalevyt/artistit/ulkomaiset/nirvana consulté le 13 mars 2022
33. ↑  (it) « FIMI », sur fimi.it (consulté le 13 mars 2022)
34. ↑  (ja) « 200004.pdf », sur riaj.or.jp (consulté le 16 février 2015)
35. ↑  (no) « IFPI Norsk Trofeer », sur ifpi.no (version du 5 novembre 2012 sur Internet Archive)
36. ↑  (en) nztop40.co.nz/chart/albums:4 décembre 1994 consulté le 13 mars 2022
37. ↑  (nl) « Goud/Platina - Nirvana », sur nvpi.nl (consulté le 13 mars 2022)
38. ↑  (pl) « ZPAV :: Bestsellery i wyróżnienia - Wyróżnienia - Platynowe płyty CD - Archiwum », sur bestsellery.zpav.pl (consulté le 16 février 2015)
39. 1 2  (en) « Certified Awards Search », BPI (consulté le 20 avril 2013)
40. ↑  (se) « Guld och Platina », sur ifpi.se (consulté le 13 mars 2022)
41. ↑  (de) « Awards », sur swisscharts.com (consulté le 13 mars 2022)
42. 1 2 3  (en) billboard.com/nirvana/chart history/mainstream rock tracks
43. 1 2  (en) billboard.com/nirvana/chart history/alternative songs
44. 1 2  (en) billboard.com/nirvana/chart history/radio songs
45. 1 2 3 4 5  (de) [MTV-Unplugged-Version-355577 hitparade.ch/song/nirvana/about a girl]
46. ↑  (en) bac-lac.gc.ca/Rpm/search database/about a girl/top singles
47. ↑  (en) bac-lac.gc.ca/Rpm/search database/the man who sold the world/top singles
48. ↑  infodisc.fr/chansons/détail par artiste/N/nirvana
49. ↑  (en) « http://www.aria.com.au/pages/ARIACharts-Accreditations-2007DVD.htm », sur aria.com.au (consulté le 16 février 2015)
50. ↑  (en) « Latest Gold / Platinum DVDs - RadioScope New Zealand », sur radioscope.net.nz (version du 24 juillet 2011 sur Internet Archive)